# Tanja Kaverinen
Tanja Kaverinen (ur. 17 stycznia 1997) – fińska skoczkini narciarska, reprezentantka Puijon Hiihtoseura.
W międzynarodowych zawodach fisowskich zadebiutowała 13 sierpnia 2011 w Bischofsgrün podczas zawodów letniego Pucharu Kontynentalnego, oddając skok na odległość 58,0 m na skoczni normalnej.
24 marca 2013 została indywidualną wicemistrzynią Finlandii w skokach narciarskich. Po skokach na odległość odpowiednio 56,0 i 51,0 metrów, przegrała z Julią Kykkänen o 49,6 punktu, a o 37,4 punktu wygrała z Susanną Forsström.
19 lutego 2013 w Râșnovie wystartowała w zimowym olimpijskim festiwalu młodzieży Europy. W konkursie indywidualnym zajęła 15. miejsce.
W sezonie 2011/2012 uplasowała się na pięćdziesiątym trzecim miejscu w klasyfikacji generalnej Pucharu Kontynentalnego kobiet.

## Zimowy olimpijski festiwal młodzieży Europy
| Miejsce | Dzień     | Rok  | Miejscowość | Skocznia                    | Punkt K | HS    | Konkurs  | Skok 1 | Skok 2 | Nota      | Strata   | Zwycięzca      |
| ------- | --------- | ---- | ----------- | --------------------------- | ------- | ----- | -------- | ------ | ------ | --------- | -------- | -------------- |
| 15.     | 19 lutego | 2013 | Râșnov      | Trambulina Valea Cărbunării | K-64    | HS-72 | indywid. | 58,5 m | 59,5 m | 192,0 pkt | 33,0 pkt | Anna Rupprecht |

## Letnie Grand Prix

### Miejsca w poszczególnych konkursach LGP
| 2012                                                                                                 |                    |              |              |        |
| Courchevel 15.08                                                                                     | Hinterzarten 17.08 | Ałmaty 22.09 | Ałmaty 23.09 | punkty |
| 41                                                                                                   | 50                 | -            | -            | 0      |
| Legenda                                                                                              |                    |              |              |        |
| 1 2 3 4-10 11-30 poniżej 30 q – zawodniczka nie zakwalifikowała się - – zawodniczka nie wystartowała |                    |              |              |        |

## Puchar Kontynentalny

### Miejsca w klasyfikacji generalnej
| Sezon     | Miejsce |
| --------- | ------- |
| 2011/2012 | 53.     |

### Miejsca w poszczególnych konkursachPucharu Kontynentalnego
| Sezon 2011/2012                                              |           |          |          |          |          |         |        |
| Rovaniemi                                                    | Rovaniemi | Notodden | Notodden | Zakopane | Zakopane | Liberec | punkty |
| -                                                            | -         | -        | -        | 24       | 22       | -       | 16     |
| Legenda                                                      |           |          |          |          |          |         |        |
| 1 2 3 4-10 11-30 poniżej 30 - – zawodniczka nie wystartowała |           |          |          |          |          |         |        |

## Letni Puchar Kontynentalny

### Miejsca w poszczególnych konkursach Letniego Pucharu Kontynentalnego
| 2011                                                         |          |              |              |                |                |           |           |        |
| Szczyrk                                                      | Zakopane | Bischofsgrün | Bischofsgrün | Oberwiesenthal | Oberwiesenthal | Trondheim | Trondheim | punkty |
| -                                                            | -        | 35           | 37           | 35             | 33             | 38        | 35        | 0      |
| Legenda                                                      |          |              |              |                |                |           |           |        |
| 1 2 3 4-10 11-30 poniżej 30 - − zawodniczka nie wystartowała |          |              |              |                |                |           |           |        |

## Mistrzostwa Finlandii
| Miejsce | Dzień    | Rok  | Miejscowość | Skocznia   | Punkt K | HS    | Konkurs  | Skok 1 | Skok 2 | Nota      | Strata   | Zwycięzca      |
| ------- | -------- | ---- | ----------- | ---------- | ------- | ----- | -------- | ------ | ------ | --------- | -------- | -------------- |
| 2.      | 24 marca | 2013 | Jyväskylä   | Laajavuori | K-64    | HS-68 | indywid. | 56,0 m | 51,0 m | 170,1 pkt | 49,6 pkt | Julia Kykkänen |